# Albertane Tour
El Albertane Tour fue una gira de conciertos por parte de la banda de pop rock estadounidense Hanson durante 1998.

## Fechas de la gira
| Fecha                    | Ciudad          | País           | Lugar                           |        |
| Europa                   | Europa          | Europa         | Europa                          | Europa |
| ------------------------ | --------------- | -------------- | ------------------------------- | ------ |
| 9 de junio de 1998       | Paris           | France         | Le Zenith                       |        |
| 13 de junio de 1998      | Cologne         | Germany        | Spothalle                       |        |
| 16 de junio de 1998      | London          | England        | Wembley Arena                   |        |
| Norteamérica             |                 |                |                                 |        |
| 20 de junio de 1998      | Montreal        | Canadá         | Molson Centre                   |        |
| 23 de junio de 1998      | Toronto         | Canadá         | Molson Amphitheatre             |        |
| 26 de junio de 1998      | Boston          | Estados Unidos | Great Woods                     |        |
| 29 de junio de 1998      | Clarkston       | Estados Unidos | Pine Knob                       |        |
| 2 de julio de 1998       | Bristow         | Estados Unidos | Nissan Pavilion                 |        |
| 5 de julio de 1998       | Atlanta         | Estados Unidos | Lakewood Amphitheatre           |        |
| 8 de julio de 1998       | Tulsa           | Estados Unidos | Mabee Center                    |        |
| 12 de julio de 1998      | Los Ángeles     | Estados Unidos | Hollywood Bowl                  |        |
| 18 de julio de 1998      | Morrison        | Estados Unidos | Red Rocks Amphitheatre          |        |
| 21 de julio de 1998      | Seattle         | Estados Unidos | KeyArena                        |        |
| 25 de julio de 1998      | Milwaukee       | Estados Unidos | Marcus Amphitheater             |        |
| 28 de julio de 1998      | Auburn Hills    | Estados Unidos | The Palace of Auburn Hills      |        |
| 31 de julio de 1998      | Chicago         | Estados Unidos | New World Amphitheatre          |        |
| 3 de agosto de 1998      | Cincinnati      | Estados Unidos | Riverbend Music Center          |        |
| 6 de agosto de 1998      | Nashville       | Estados Unidos | Starwood Amphitheatre           |        |
| 9 de agosto de 1998      | Charlotte       | Estados Unidos | Blockbuster Pavilion            |        |
| 12 de agosto de 1998     | Virginia Beach  | Estados Unidos | GTE Amphitheater                |        |
| 15 de agosto de 1998     | Hershey         | Estados Unidos | Hersheypark Stadium             |        |
| 18 de agosto de 1998     | Philadelphia    | Estados Unidos | CoreStates Spectrum             |        |
| 21 de agosto de 1998     | Philadelphia    | Estados Unidos | CoreStates Spectrum             |        |
| 24 de agosto de 1998     | East Rutherford | Estados Unidos | Meadowlands                     |        |
| 27 de agosto de 1998     | Pittsburgh      | Estados Unidos | Civic Arena                     |        |
| 30 de agosto de 1998     | Hatrford        | Estados Unidos | Civic Center                    |        |
| 2 de septiembre de 1998  | Wantagh         | Estados Unidos | Jones Beach Amphitheater        |        |
| 5 de septiembre de 1998  | Wantagh         | Estados Unidos | Jones Beach Amphitheater        |        |
| 8 de septiembre de 1998  | Cuyahoga Falls  | Estados Unidos | Blossom Music Center            |        |
| 11 de septiembre de 1998 | Albany          | Estados Unidos | Pepsi Coliseum                  |        |
| 18 de septiembre de 1998 | West Palm Beach | Estados Unidos | Coral Sky Amphitheatre          |        |
| 21 de septiembre de 1998 | Orlando         | Estados Unidos | Orlando Arena                   |        |
| 24 de septiembre de 1998 | Tulsa           | Estados Unidos | Mabee Center                    |        |
| 27 de septiembre de 1998 | The Woodlands   | Estados Unidos | Cynthia Woods Mitchell Pavilion |        |
| 30 de septiembre de 1998 | Dallas          | Estados Unidos | Reunion Arena                   |        |